# Vermund Larsen

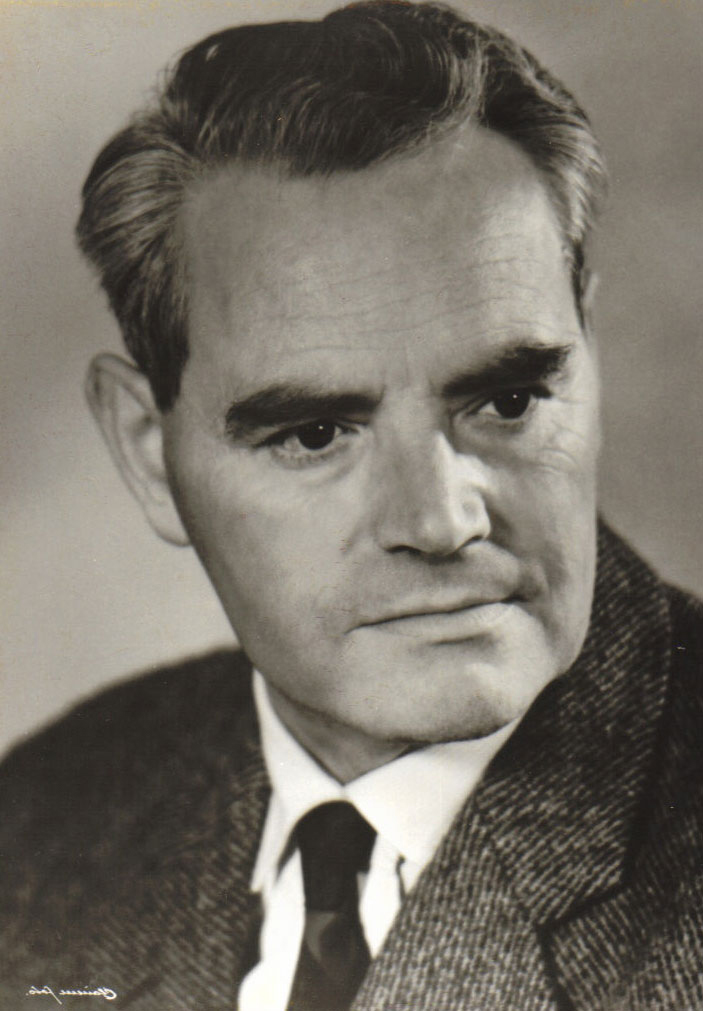
Porträt von Vermund Larsen

Vermund Larsen (* 27. Februar 1909 in Hellerup; † 28. Februar 1970 in Aalborg) war ein dänischer Möbeldesigner und Produzent.

## Biografie
Larsen ist mit 14 Jahren nach Aalborg gezogen, da sein Vater Kapitän S.K. Larsen dort seinen Dienst bei der Garnison in Aalborg antrat. Seine Schulzeit verbrachte Larsen in der Aalborger Domschule (dänisch Aalborg Katedralskole), wonach er eine Lehre als Handelskaufmann (dänisch Handelsuddannet) bei „M. Kragelunds Fabrikker“ vollendete. Hier war er für einige Jahre angestellt, bis er seine Wehrpflicht antrat. Mit 26 beendete er diese. Für den jungen Leutnant Larsen ergab sich 1935 die Chance die Eisenfabrik „P.C. Petersen“ zu kaufen. In seinen Anfängen als Fabrikant versuchte Larsen sich mit Fensterrahmen und kleineren Stahlwaren, doch mit der Zeit wendete er sich immer mehr dem Bau von Stahlmöbeln zu.
1941 äußerte sich Larsen dazu, dass er sich neben der Produktion von Stahlmöbeln auch mit Holzmöbeln beschäftigen möchte.
1944 erhielt Larsen das Patent für sein Fensterschloss mit Kindersicherung und Federmechanismus, welches so wie das Fenster nicht durchbohrt werden konnte und deshalb besonders Einbruchsicher war.

## Erster Stuhl der Welt mit Gasdruckfeder zur Höhenverstellung
1948 fing Larsen an sich auch Büromöbel zu fokussieren, unter anderem auf Bürostühle. Einer der Gründe, weshalb sich Larsen besonders für Bürostühle interessierte, war der Artikel „Die sitzende Haltung – und Stühle hierfür“, verfasst von Dr. med. Snorason (Arzt im Blegdamshospitalet), den er in der Zeitschrift für dänisches Kunsthandwerk gelesen hat.
1951 bestand die Produktion aus Einrichtung für Friseursalons, Einrichtung für Schiffe und Büromöbeln.

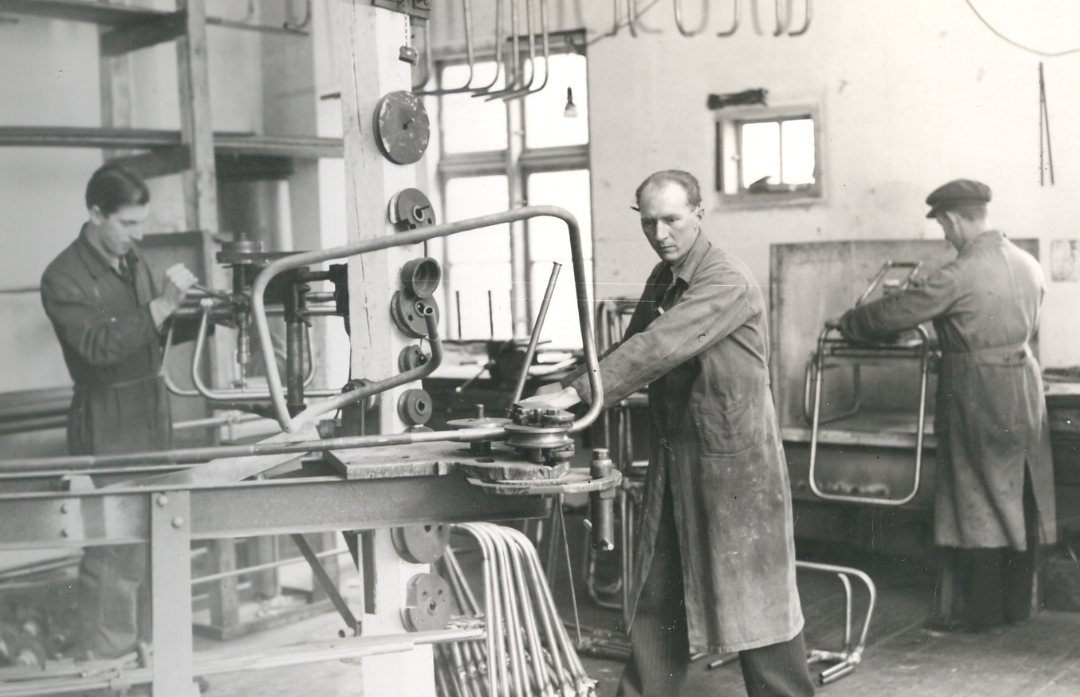
Bild aus der Produktion, als die Fabrik Anfang der 40er Jahre noch in der Fjordgade in Aalborg war

Zu dieser Zeit machte jede Kategorie jeweils 1/3 der Gesamtproduktion aus.
1955 brachte Vermund Larsen zusammen mit Ib Kofod Larsen Europas ersten, in einem Guss gegossenen Glasfaser Stuhl auf den Markt.
1956 designte Vermund Larsen den sogenannten "Nr. 1100", den Stapelstuhl.
1957 lieferte Vermund Larsen Einrichtung an das Hans Hedtoft, ein dänisches Passagier- und Handelsschiff, welches auf der Jungfernfahrt kurz vor Grönland einen Eisberg rammte und sank und deshalb als Grönlands Titanic bekannt wurde.
1960 arbeitete Vermund Larsen zusammen mit einem dänischen Narkose-Oberarzt, eine neue Falck Tragbare zu designen und zu entwickeln. straps
In den 1960er Jahren produzierte und lieferte Vermund Larsen sämtliche Zugführerstühle für die Hamburger Hochbahn.
1962 nutzte Vermund Larsen weltweit als erster Gasfedern zur Höhenverstellung von Stühlen
1964 designte Vermund Larsen "118", den es heute als Neuauflage mit dem Namen VL118 gibt. 1966 designte Vermund Larsen "VELA Lux", den es heute als Neuauflage mit dem Namen VL66 gibt. 1969 waR 50 % des Verkaufs Export – unter anderem in die USA, nach Frankreich, Deutschland, Österreich, Norwegen und Schweden.
Vermund Larsen verstarb 1970 in  Aalborg und die Firma wurde unter dem Namen VELA von seinen Zwillingssöhnen Stig und Gorm weitergeführt.

## Galerie

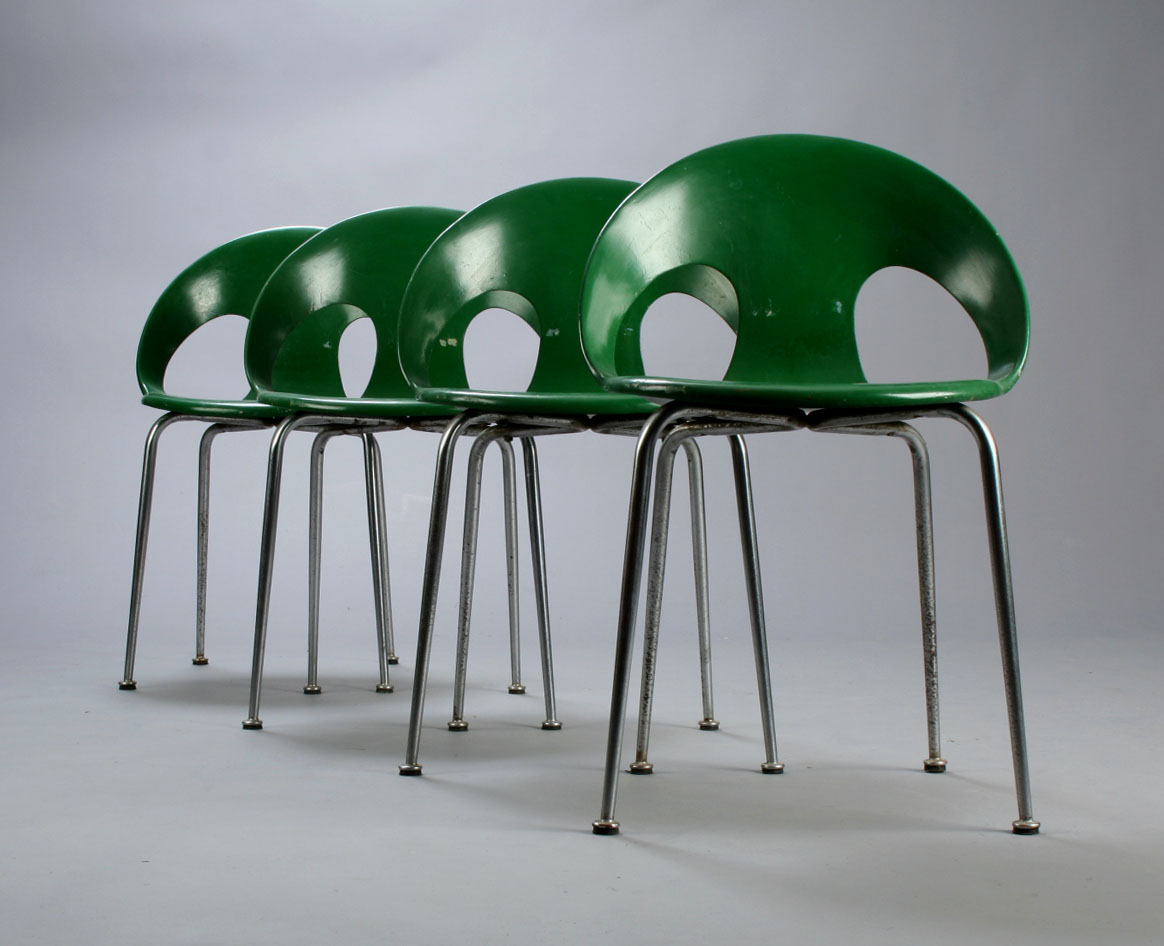
Nr. 1100 designet von Vermund Larsen in 1956
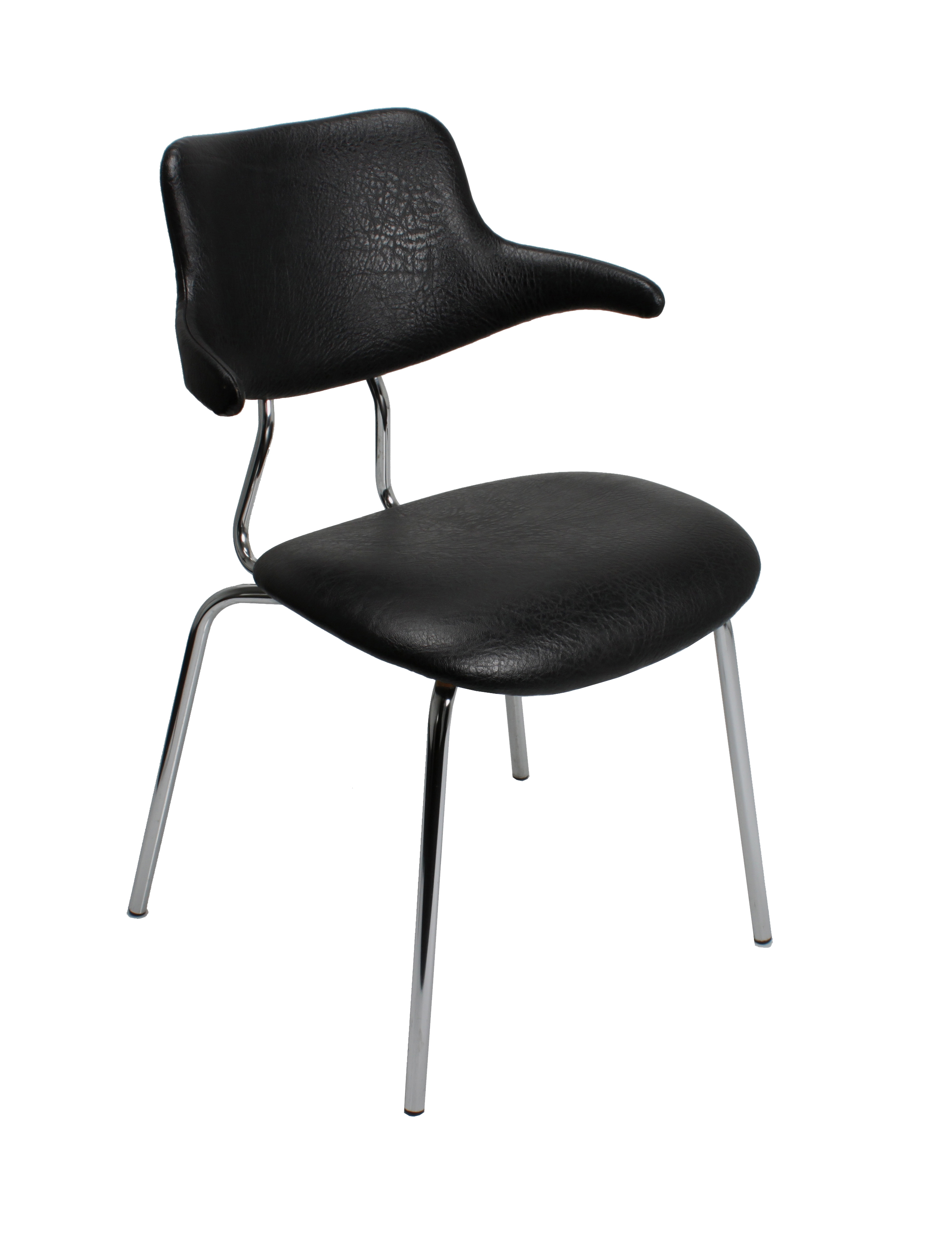
Chair VL118  designet von Vermund Larsen in 1964
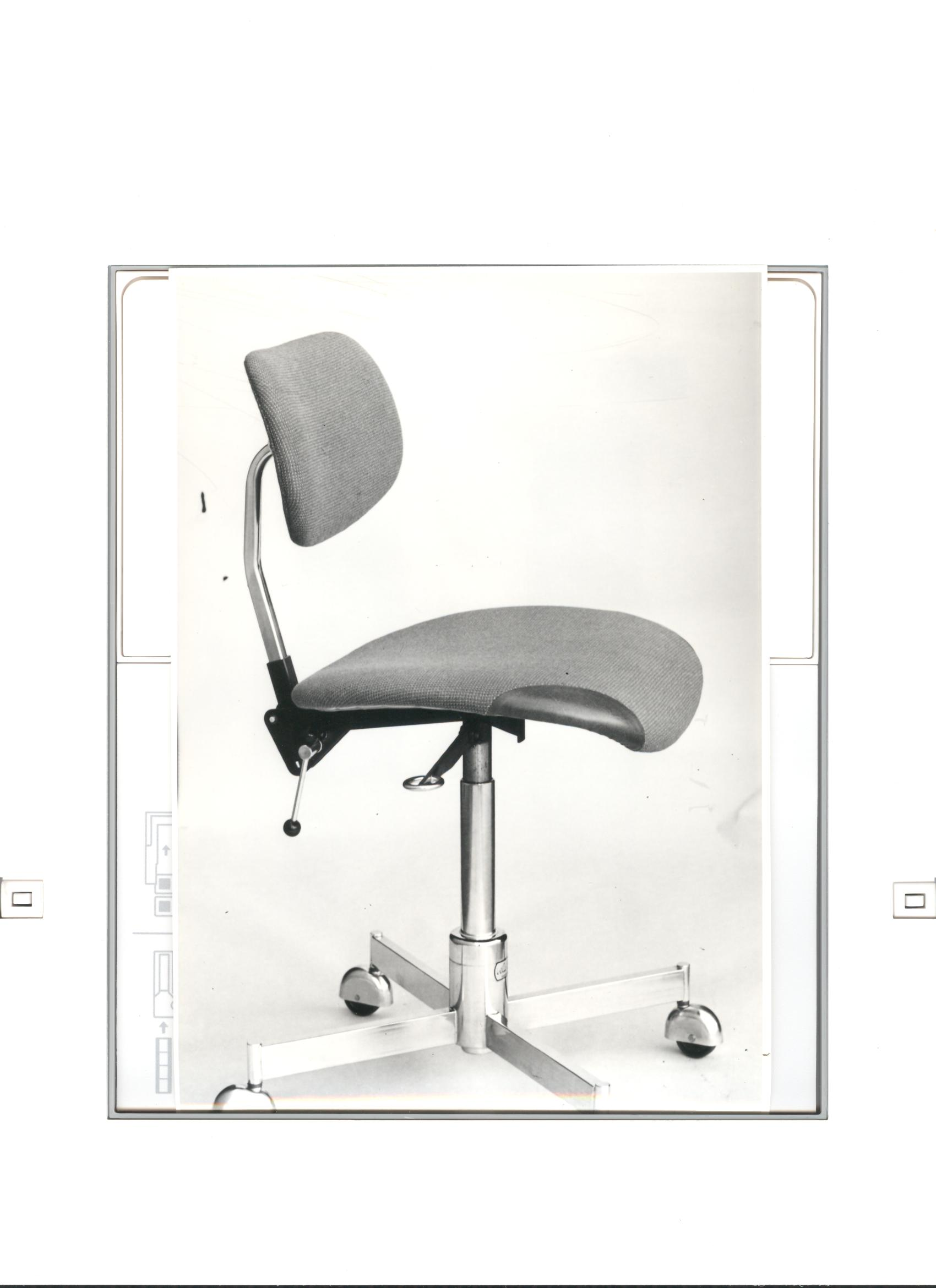
Chair VL66 designet von Vermund Larsen in 1966
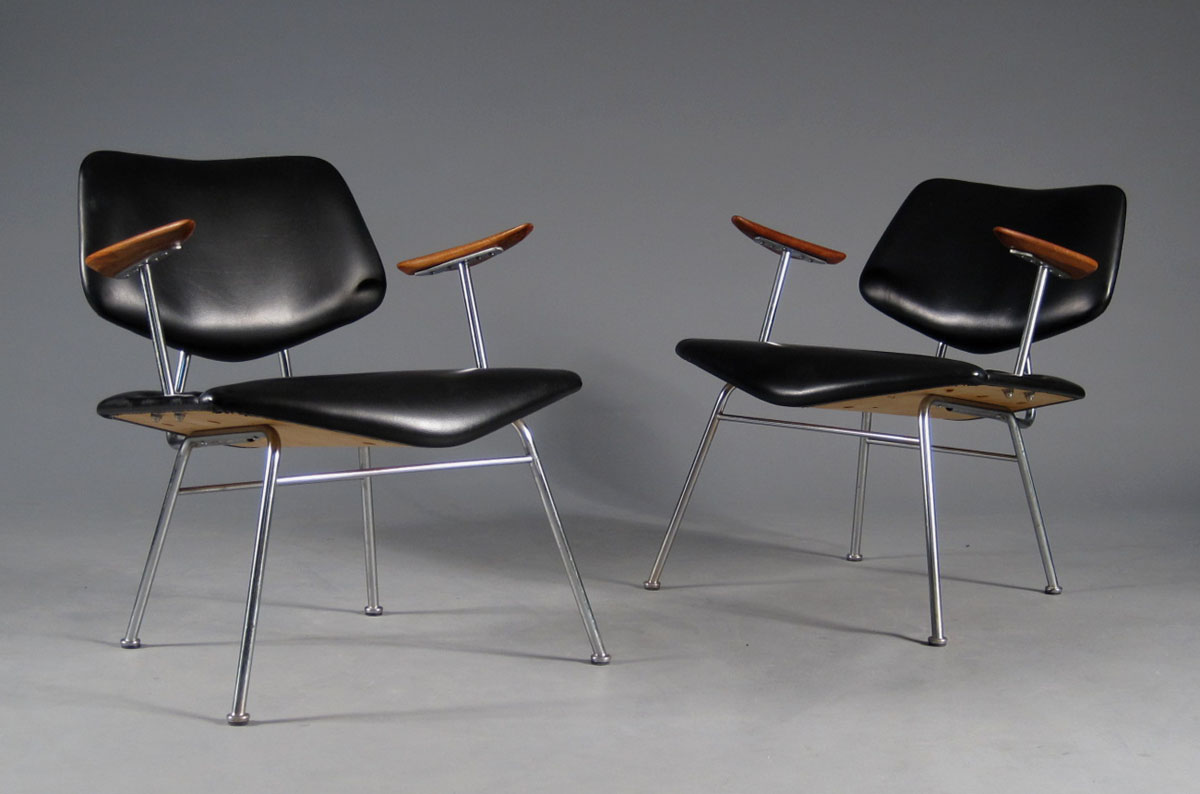
Cosy Stuhl 135 designet von Vermund Larsen in den 60ern
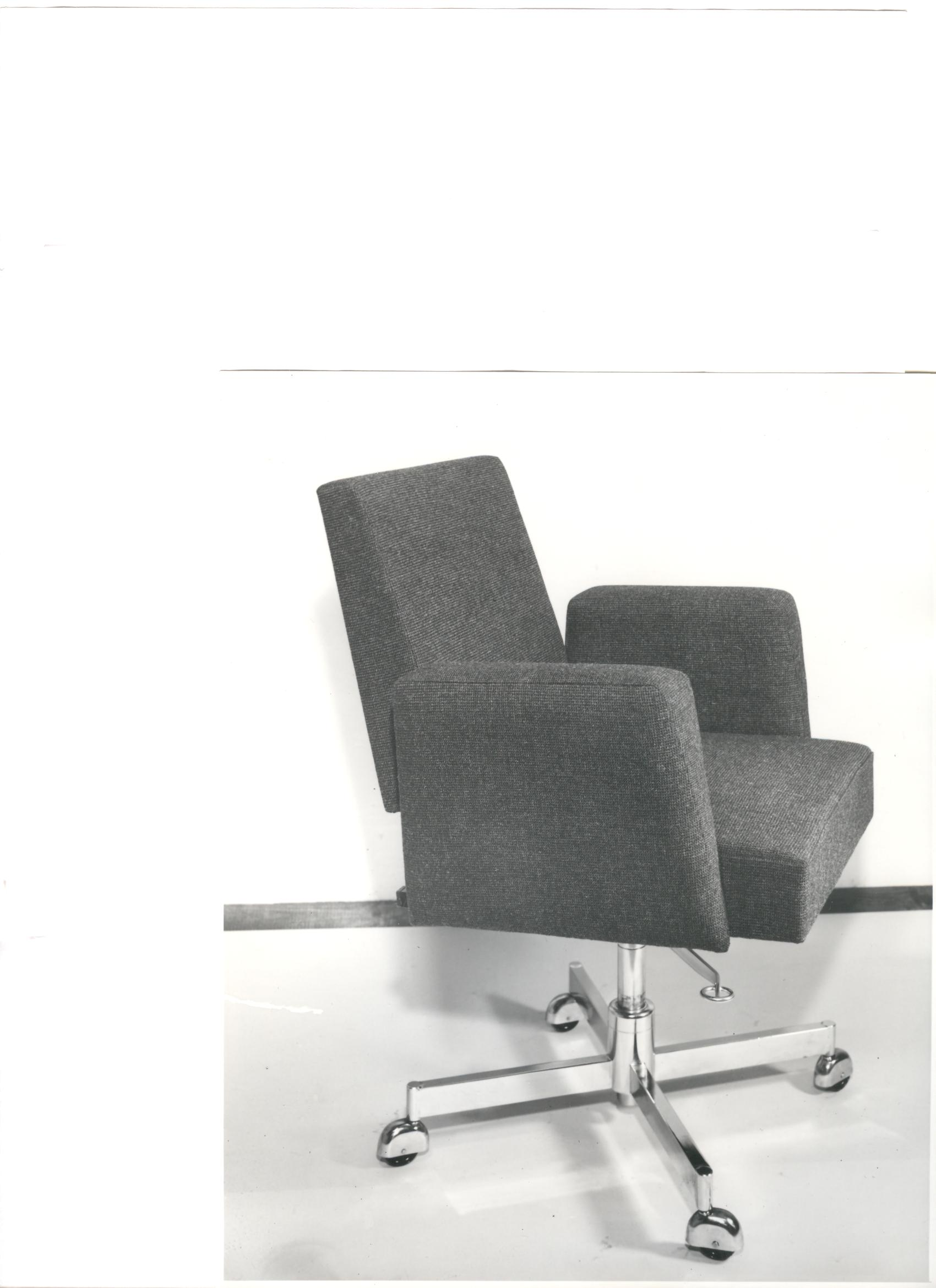
Chef Stuhl – entworfen und produziert von Vermund Larsen
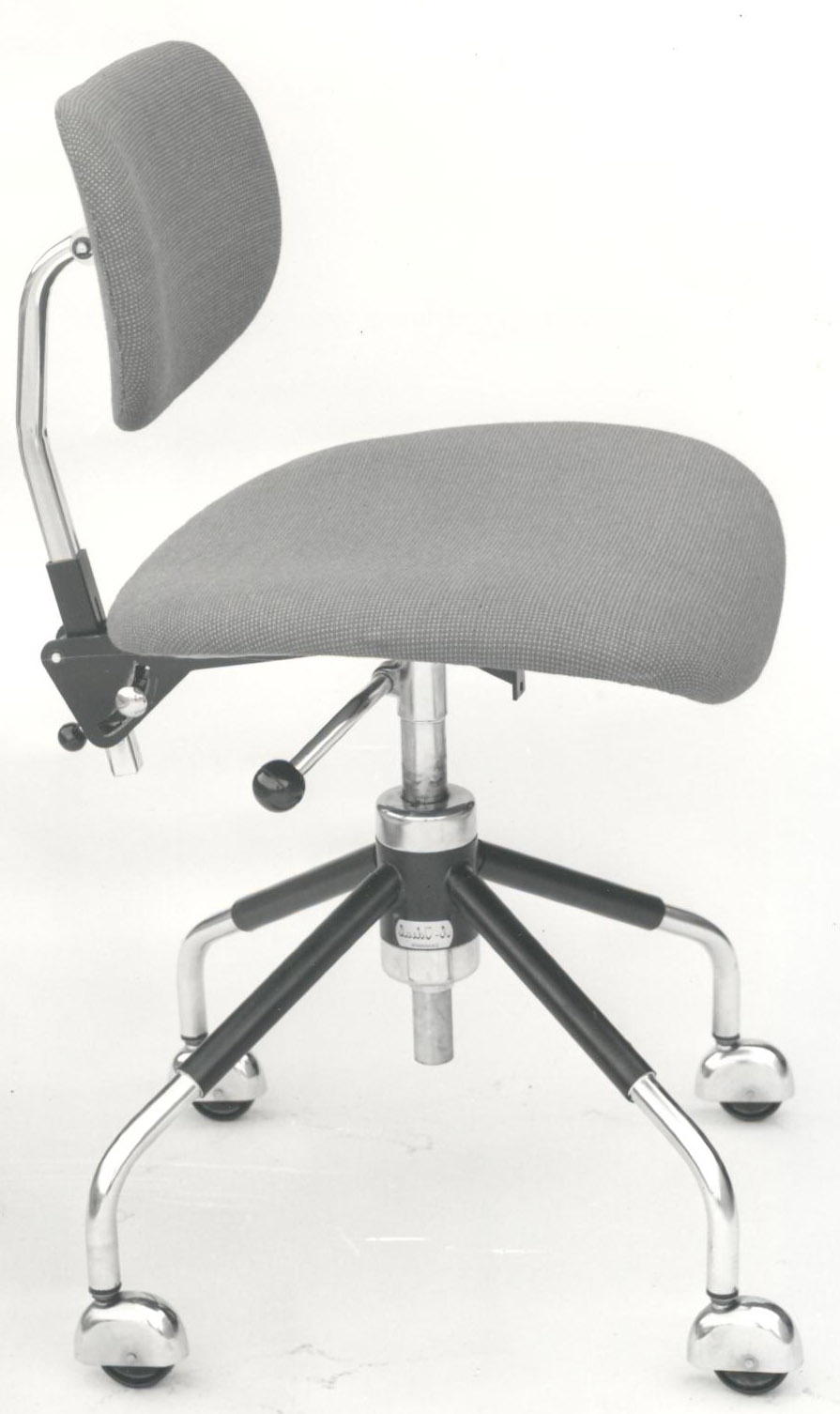
Ideal A – entworfen und produziert von Vermund Larsen
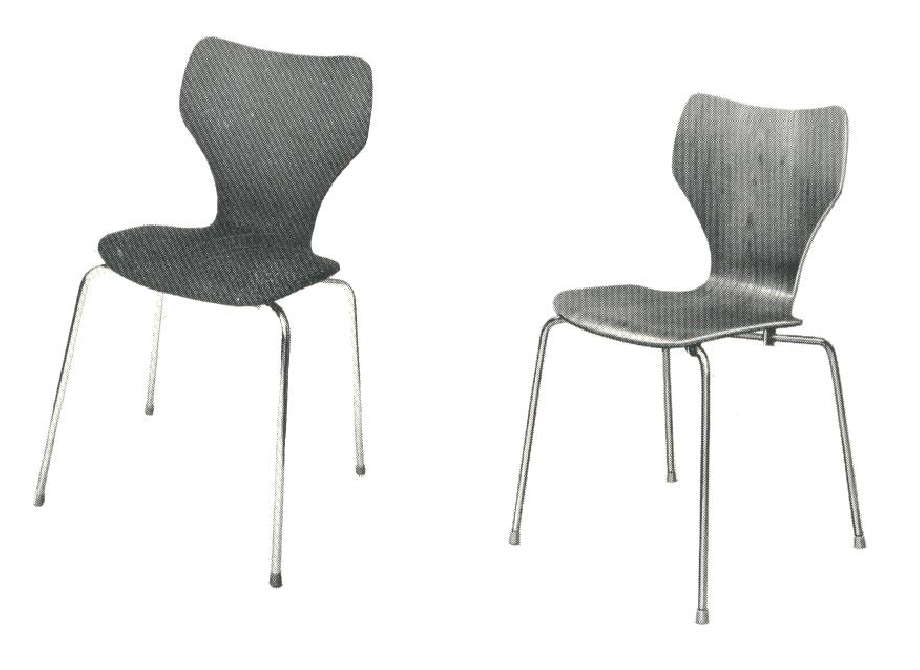
Entworfen und produziert von Vermund Larsen
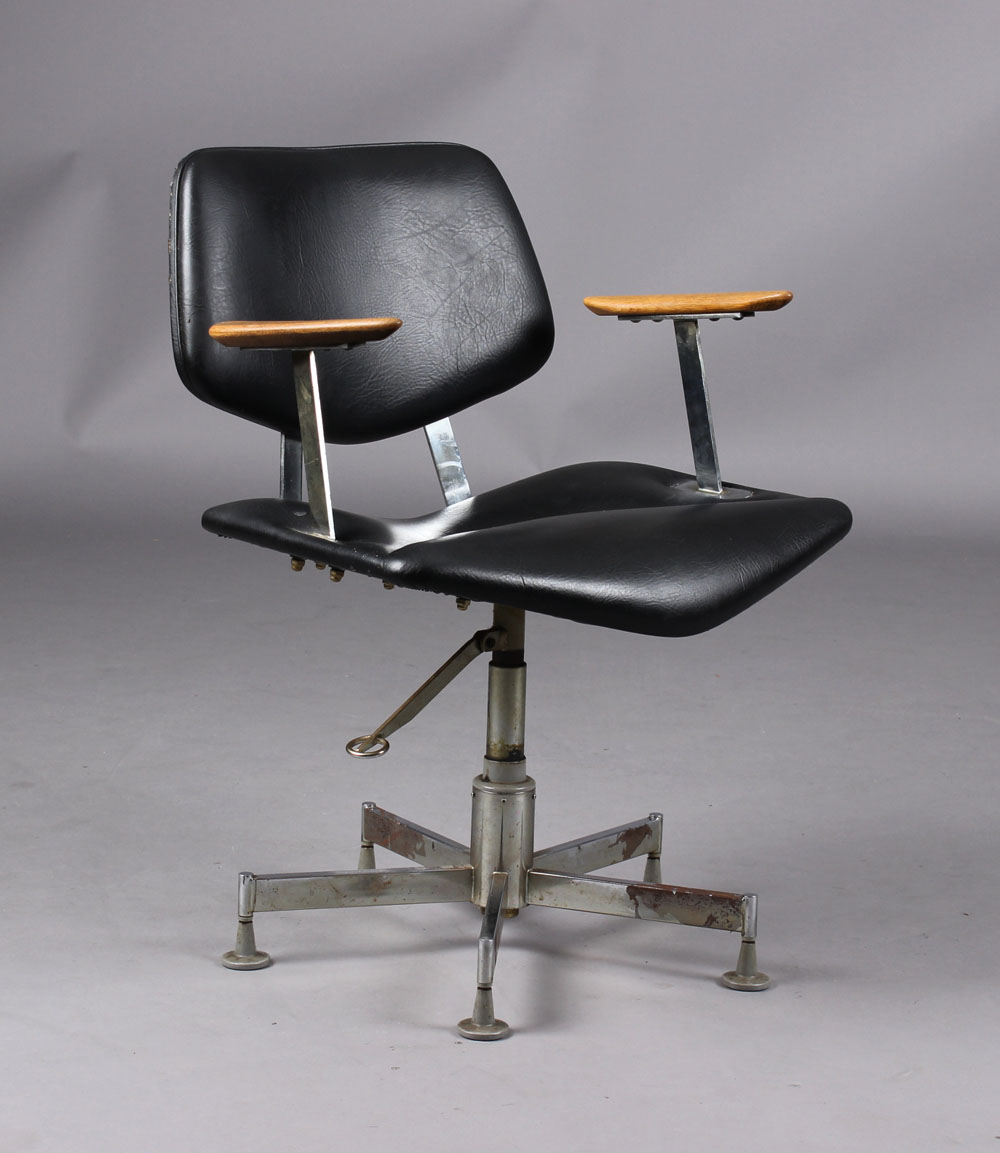
Cosy Stuhl – entworfen und produziert von Vermund Larsen